# Crittografia mnemonica
La crittografia mnemonica è un gioco di enigmistica classica, chiamato frase bisenso nelle riviste La Settimana Enigmistica, La Sibilla e Il Canto della Sfinge.

## Storia
Il primo gioco enigmistico che abbia mai sfruttato il meccanismo della crittografia mnemonica sembra essere stato pensato come rebus dall'enigmista Ardenti e pubblicato il 9 aprile 1870 in una "pagina aguzzaingegno" del Fischietto, trisettimanale politico-umoristico torinese. L'esposto era costituito da una serie di lettere, scritte con diversi caratteri tipografici, ognuna più alta della precedente. La frase risolutiva "I caratteri cambiano coll'ingrandire", anche se questa non è una crittografia mnemonica perché non si considera il concetto, ma soltanto forma e disposizione delle lettere esposte.
Il nome "crittografia mnemonica" risale invece all'aprile del 1876, quando sul mensile enigmistico torinese La gara degli indovini comparve un gioco con esposto B.59. Era firmato dall'autore "Gustavo D. Croce, 17 via San Benigno, Genova". Il gioco non venne risolto da nessun lettore, e la soluzione comparve nel numero successivo della rivista: "L'Italia si prepara a festeggiar degnamente l'anniversario di Legnano". Nel numero seguente la redazione della rivista fu costretta a pubblicare una nota per far fronte alle innumerevoli domande di chiarimento da parte dei lettori: "A tutti quei signori che ci hanno scritto per avere nozioni sul modo di spiegare la crittografia inserita nel n. 10, rispondiamo loro che la chiave la quale usare per farne la traduzione è un assoluto segreto dell'autore signor Croce, perciò non possiamo pubblicare chiarimenti in proposito". Nessuno ha finora capito il meccanismo di quella prima crittografia mnemonica: l'opinione più accreditata è di considerarla un pesce d'aprile, ma la questione è ancora dibattuta.
La seconda crittografia mnemonica venne pubblicata da A. Tonino su un fascicolo enigmistico del 1890, Il Laberinto. L'esposto era contenuto in un riquadro e consisteva nel nome "Berta". La soluzione, nelle intenzioni dell'autore, era costituita dal modo di dire "Non è più il tempo che Berta filava". Anche in questo caso, la mnemonica è del tutto diversa da ciò che attualmente si intende con questo termine.
La prima crittografia mnemonica "moderna" venne invece mandata nel 1895 dall'enigmista "Ginecocratumeno" (pseudonimo di Luigi Piglione) al giornale di enigmistica Diana d'Alteno. Il direttore della rivista, Bajardo (Demetrio Tolosani), aspettò due anni prima di pubblicarla (affermò di aver paura che costituisse "un attentato alla pazienza dei solutori"); ma nel 1897 vide la luce la prima "crittografia mnemonica dantesca", con l'esposto "Pioggia". La soluzione era un verso del Purgatorio: "L'acqua che vedi non surge da vena". Da quel momento le riviste cominciarono a ricevere molti giochi simili, le cui soluzioni erano costituite inizialmente da versi danteschi, proverbi e modi di dire, ma che più tardi (circa dagli anni venti) cominciarono a consistere anche in semplici locuzioni.

## Descrizione del gioco
Come tutti i giochi enigmistici, anche la crittografia mnemonica si compone di più parti in preciso rapporto fra loro. Chi si cimenta con questo enigma deve trovare una "frase risolutiva". In enigmistica il concetto di frase include qualsiasi espressione composta di più di una parola, non necessariamente completa del predicato. Il solutore ricava la frase da un enunciato ("esposto") che l'autore presenta e con l'ausilio di un "diagramma" numerico che specifica la lunghezza delle singole parole.
Condizione indispensabile per la correttezza del gioco è che la frase da scoprire possieda due distinti significati: il primo conforme all'esposto, il secondo del tutto avulso da esso.
| Crittografia mnemonica (8 3 8) CINCIN (Il Gagliardo, 1967) |

In questo gioco "Cincin!" è l'esposto e (8 3 8) il diagramma. Come si può notare, esposto e soluzione sono fra loro in un rapporto tale che la seconda definisce il primo. "Cincin!", infatti, è ciò che viene "espresso" (= detto) "per" (= in funzione o a scopo di) "brindisi". Tuttavia la frase possiede anche un diverso significato, assai più comune del primo: quello di "[treno] espresso per [la città di] Brindisi". Essa è una tipica frase fatta: questa caratteristica – peraltro quasi costante in enigmistica classica – orienta il solutore nell'impresa, altrimenti impossibile, di risalire alla risposta corretta. Nel gioco si esprime il "bisenso" della frase.

### Un "indovinello al contrario"?
Un modo molto semplice ed efficace, ma approssimativo, per definire la crittografia mnemonica è ricorrere al concetto di "indovinello al contrario". Ciò per alcune mnemoniche è senz'altro possibile. Nello stesso esempio sopracitato si può ben concepire un indovinello il cui testo reciti «È un espresso per Brindisi» e la cui soluzione sia "il cincin". Questa mnemonica, in un certo senso, non fa che rovesciare i termini dell'indovinello, chiedendo di ricavare il testo (o parte di esso) dalla soluzione anziché l'inverso. Il tutto rende anche l'idea della difficoltà del gioco, nonché della sua tecnica fondata sul puro bisenso piuttosto che sulla cesura (frazionamento delle parole), e non è casuale se, quando un enigmista non riesce a esporre adeguatamente una frase, ripieghi sulla composizione di un gioco in versi. In molti altri casi, però, la definizione risulta stretta.

## Speciali tipologie di mnemonica
Esistono numerosi sottotipi della mnemonica e del relativo ragionamento risolutivo, che contribuiscono a farne un "unico" in ambito enigmistico. Un'accurata classificazione è stata compiuta da un autorevole studio linguistico citato di seguito. In questa sede è solo il caso di segnalare alcune delle più frequenti particolarità.

### Mnemoniche "a sinonimi abbinati"
Per questi giochi si è posto in passato un problema di cittadinanza fra le mnemoniche, se non proprio di confusione con le crittografie sinonimiche. Essi finiscono infatti spesso per consistere nella banale sostituzione di altrettanti sinonimi alle parole esposte. Considerate perciò dai puristi di un tempo una categoria deteriore, tali crittografie includono invece esempi di alto livello, come il seguente.
| Crittografia mnemonica (5 11) DITE PURE (Lo Schizofrenico, 1950) |

In questo caso, dall'esposto alla soluzione, i termini vengono semplicemente tradotti: "dite", voce verbale, è reso con l'aggettivo "pronunciate"; "pure", congiunzione sostituita nella soluzione con il sinonimo "anche", che assume il significato di sostantivo plurale della parola "anca". Ma alla soluzione idiomatica fa da perfetto contraltare un esposto altrettanto idiomatico, che dà vita così all'effetto spiazzante di due frasi fatte che si corrispondono esattamente. Proprio questa caratteristica rende la crittografia particolarmente pregevole.

### Mnemoniche "a continuazione d'esposto"
Talvolta il gioco consiste non tanto nel descrivere l'esposto, quanto piuttosto nel proseguirlo, fino a formare idealmente con esso un'unica proposizione, completa di soggetto, verbo e complementi. Di tale proposizione, però, solo la parte richiesta dal diagramma costituisce – ovviamente – la soluzione della mnemonica. Per convenzione si usa agevolare il difficile compito del solutore anteponendo un articolo alle parole esposte, in modo che la tipologia risulti immediatamente riconoscibile.
| Crittografia mnemonica (6 1 6) I MASSAGGIATORI SHIATSU (Maybee, 2004) |

"Sedano", verbo in prima lettura, diventa sostantivo in seconda; "tocchi" indica invece rispettivamente gli atti del toccare e i pezzi di sedano. Grazie all'articolo il solutore è indotto a concludere la frase, affermando che "i massaggiatori shiatsu sedano a tocchi", pervenendo in tal modo alla risposta esatta.

### Mnemoniche valide nonostante l'equipollenza
La distanza fra i due significati o letture è, come detto, fondamento indispensabile del meccanismo della mnemonica. Nel caso di "Cincin!" la tecnica usata si avvale dei due bisensi costituiti dalle parole "espresso" e "brindisi", che, prese singolarmente, hanno a loro volta un duplice significato.

In enigmistica l'utilizzo di termini senza variazioni di significato fra le due letture si denomina equipollenza e vizia quasi sempre il gioco. La mnemonica, però, ha caratteri tanto peculiari da poter tollerare equipollenze entro certi limiti. Essa possiede infatti molteplici strutture semantiche imperniate sulle figure retoriche, sicché possono aversi casi di doppia interpretazione di una frase pur priva di bisensi.
| Crittografia mnemonica (4 1 6 5 6) MIGLIORARE LO STALLETTO (Fra Godente, 1961) |

In prima lettura (tecnicamente detta "senso debole") la frase risolutiva allude a una miglioria apportata al porcile per l'agio dei maiali; in seconda lettura (tecnicamente "senso forte") è una locuzione idiomatica. Al di là del fatto che in prima lettura "porci" è sostantivo e "comodi" aggettivo, mentre si ha l'esatto contrario nella frase risolutiva, nessuna delle singole parole possiede un duplice significato, ma la distanza fra le due interpretazioni e il complessivo effetto comico sono così notevoli che il gioco risulta ugualmente corretto (e anzi, nel caso specifico molto apprezzato). I limiti entro i quali l'equipollenza viene tollerata, nella mnemonica come in altri enigmi, non sono fissati una volta per tutte ma definiti caso per caso. Dipendono inoltre dalla sensibilità personale e dall'evoluzione dei gusti nell'ambito dell'arte enigmistica.

### Mnemoniche a cambio e spostamento d'accento
In presenza di parole omografe il cambio di un accento è considerato ininfluente, ai fini della validità di una mnemonica, quando si tratta dell'accento fonico. Se infatti in italiano standard netta è la differenza semantica di termini come "pésca" / "pèsca", "bótte" / "bòtte", "vénti" / "vènti", esistono però varianti fonetiche regionali tali che, all'orecchio di molti parlanti, il bisenso si avverte lo stesso.

I bisensi delle mnemoniche a spostamento di accento tonico, invece, sono molto più difficili da riconoscere nel parlato (es.: "ipòtesi" / "ipotési", "lèggere" / "leggére"), e perciò visti con maggior sospetto, pur esistendo giochi apprezzati che li prevedono. Fra gli autori delle nuove generazioni è invalso l'uso scherzoso (nato da un'idea di "Ermengarda") di definire queste ultime mnemoniche "stanliografie", in riferimento alla comica pronuncia di Stanlio e Ollio. Ad un'attenta analisi semantica, però, tali giochi non possono essere considerati "Frasi bisenso" perché la parola in sé (come nel caso di "ipòtesi" / "ipotési") non è un bisenso ma un omografo non omofono.

## Risolvere una crittografia mnemonica
Per un solutore, anche se bravo, lo svelamento dell'arcano può tardare assai. L'avere familiarità con il gioco fa sì che le soluzioni più semplici saltino all'occhio alla sola lettura di esposto e diagramma; i più abili sono in grado di "vedere" anche soluzioni complesse. Ma in genere è necessario un ragionamento, che può durare anche molto. Va detto, anche per le considerazioni già svolte, che non esiste una tecnica universalmente valida.

A mo' d'esempio si può prendere la citata mnemonica del "Gagliardo" (8 3 8) Cincin! Qui può essere molto difficile individuare la prima parola (8). Di solito verrà in mente anzitutto l'ultima (8 = brindisi). A questo punto il solutore è solo in dubbio sul dove collocarla, se all'inizio o alla fine: sfortunatamente ci sono due parole da 8 e occorre considerare ambo le eventualità.

Scelto di porla in fondo, ne cambierà il senso: da quello originario di libagione a quello di città pugliese. Individuata poi agevolmente la preposizione "per" (3) – giacché è improbabile che si tratti di "con", "fra" o "tra" – penserà infine a cosa può essere "per Brindisi" e soddisfare al contempo l'esposto: un mezzo pubblico? un treno? un tipo di treno? un "espresso".

Non è comunque impossibile – anche se in altre mnemoniche ciò è più evidente – iniziare da una parola qualsiasi. Per contro, alcuni giochi possono spiazzare, con esposti a loro volta bisenso: questo amplia di molto il novero delle possibilità da considerare. L'unico limite impone di non ingannare il solutore con un enigma scorretto.

## Questioni di nomenclatura
La collocazione della mnemonica tra le crittografie vere e proprie è discussa. Essa è infatti, con la crittografia "a frase", uno dei due soli giochi di questa tipologia che si risolvono in base a un ragionamento interamente "mnemonico", concettuale (e non invece "meccanico", cioè incentrato sulla descrizione ed eventualmente sulla manipolazione dell'esposto nel suo aspetto puramente formale). Ma è anche l'unico di questi giochi a non poter mai presentare cesure.

Dal 2011 la crittografia mnemonica ha assunto la nuova denominazione di "Frase bisenso" sulle riviste La Settimana Enigmistica, La Sibilla e Il Canto della Sfinge. Il cambiamento è dovuto principalmente per fornire al lettore un'immediata comprensione del tipo di gioco e perché il "vecchio" nome (crittografia mnemonica) non corrispondeva alla reale struttura del gioco. Alcuni appassionati tuttavia obiettano sull'efficacia della nuova denominazione in quanto fuorviante; la soluzione, infatti, può benissimo non rappresentare una frase dal punto di vista sintattico poiché spesso manca del tutto il sintagma verbale.

## Lecrittonews
Un recente sviluppo della crittografia mnemonica, ma anche della crittografia a frase, sono le cosiddette crittonews, ideate dall'enigmista Daren. Al pari del verbis anche questi giochi suppliscono a una difficoltà di esposizione, in particolare vengono utilizzati se non appare possibile il ricorso a un esposto sintetico ed efficace. Proprio la mancanza di questa sintesi suggerisce il carattere ironico delle crittonews, che consistono (come indicato dal nome) in notizie inventate, o meglio ancora finti dispacci d'agenzia che sono meri "pretesti" per occultare la soluzione.

## Fortuna della mnemonica

### In enigmistica
Gioco tra i preferiti dagli appassionati, la crittografia mnemonica è costantemente al centro della loro attenzione. Come per tutti gli enigmi basati su espressioni idiomatiche, tuttavia, periodicamente si pone il problema del possibile esaurimento delle risorse della lingua italiana. Tale presunto problema sembra piuttosto un timore ricorrente nel tempo ma infondato. Già nel 1938, infatti, "Uno qualunque" su L'Arengo d'Edipo – l'inconsueto pseudonimo adombra probabilmente un autore in incognito – lamentava che «fare del nuovo è ormai difficilissimo, tanto più quando a questo nuovo si vuole logicamente legato anche il bello» e che «la lingua parlata si arricchisce sempre di nuovi modi di dire [...] ma questo arricchimento e queste formazioni non sono così rapide ed abbondanti da dare sufficiente materia ai numerosi enigmisti che si dedicano alla crittografia».
| Crittografia mnemonica (2 6 2 6) TANTI F16 (Thinker, 2004) |

A distanza di quasi settant'anni dall'allarme di "Uno qualunque" (che non fu certo il solo) i fatti sembrano andare in direzione esattamente opposta a quella prospettata. Emblematica è proprio questa crittografia di "Thinker", la cui soluzione ammiccante al linguaggio giovanile è chiaro sintomo di un continuo rinnovamento sia della lingua sia dell'enigmistica: un processo nel quale la lingua è però, evidentemente, più veloce di quanto si creda.

### In linguistica
La crittografia mnemonica ha avuto notorietà verso la metà degli anni ottanta, quando fu istituito un seminario del DAMS di Bologna a cura dei professori Giovanni Manetti e Patrizia Violi, affiancati da Umberto Eco, che studiarono linguisticamente i vari percorsi lessicali che danno origine a questi giochi. Gli studi furono poi pubblicati su due numeri della rivista di semiotica Versus - Quaderni di studi semiotici.

## Celebri mnemoniche
| (8 8 9) LA GONNELLA DEGLI SCOZZESI (Il Girovago, 1952) | (5 6 2 13) CUCCHIAINO (Richi, 1960)                    | (9 8) PIOVRA (Traiano, 1961)                    |
| (5 1 8) SCONTRO DI TARTARUGHE (Il Finanziere, 1966)    | (“4 5 5 3”) HAN SUONATO LA GIOCONDA (Muscletone, 1969) | (7 2 7 2 5) I.N.R.I. (Magic, 1973)              |
| (7 3 6) IL MALE CHE NON PERDONA (Guido, 1979)          | (5 2 8 4 5) RIEN NE VA PLUS (Lilianaldo, 1984)         | (9 7 2 5) MAUSOLEO (Robo, 1993)                 |
| (2 2 9) IL '400 DEGLI AVI (Sifled, 2003)               | (5 2 8 3 5 1 5) PLACCAGGIO (Il Teramano, 1995)         | (2 8 4'3) GALLO TRANSGENICO (Il Teramano, 2001) |
| (3 5 9 2 9) CAPANNA IPOTECATA (N'ba N'ga, 2002)        | (9 2 7) ADDIO (Marina, 2003)                           | (5 6) ESITI NETTI (Sileno, 2004)                |
| (5 3 10) OSTIA (Cocò, 1989)                            |                                                        |                                                 |

## La crittografia mnemonica "Cucchiaino"
- Una delle più famose mnemoniche di sempre, la sopracitata Cucchiaino, è anche la più controversa quanto alla sua paternità. Ufficialmente di "Tina", è stata attribuita a "Richi" da "Tiberino", ad "Ascanio" da Ennio Peres e a "Lucetta" da Stefano Bartezzaghi (in quest'ultimo caso per un errore poi corretto in un'edizione successiva del libro in cui compariva). L'ipotesi più attendibile sembrerebbe quella di "Tiberino", il quale, oltre ad ascrivere il merito a qualcuno che dovrebbe essere stato il marito dell'autrice ufficiale, cita al riguardo un testimone al di sopra di ogni sospetto, Favolino, che era il direttore di Dedalo, rivista che pubblicò appunto questa crittografia nel 1960.

## La crittografia mnemonica in altri media
Roberto Benigni nel film La vita è bella propone un "indovinello" così concepito: «Biancaneve in mezzo ai nani: / risolvi questo enigma, cervellone, / nel tempo che ti dà la soluzione». In realtà, con un diagramma (3 5 6) la soluzione potrebbe ricavarsi dal solo primo verso, come fosse l'esposto di una mnemonica; e sarebbe indubbiamente più semplice. La frase risolutiva "Fra sette minuti" consiste infatti in una frase idiomatica e non in un tipico soggetto da indovinelli.
Crittografie mnemoniche, anche se in forme non sempre "ortodosse", si incontrano nella vita di tutti i giorni. Se ne servono ad esempio i giornali ogniqualvolta puntano al titolo d'effetto. Un caso recente e discusso è quello della prima pagina del Manifesto all'indomani dell'elezione di papa Benedetto XVI, che per la testata comunista è il pastore tedesco.
Il gioco ricorre perfino nelle barzellette: una, molto nota, confonde con un agricoltore lucano il "fattore di potenza" (si tratta peraltro di una mnemonica realmente pubblicata molti anni fa).